# 北海道帯広南商業高等学校
北海道帯広南商業高等学校（ほっかいどう おびひろみなみしょうぎょうこうとうがっこう）は、北海道帯広市にある公立（市立）の高等学校である。

## 概要
- 略称は南商･帯南商。「南」がつくのは、1958年に「帯広商業高等学校（現白樺学園高等学校）が創立され、その南側に設置されたためとされている[要出典]。
- 検定試験の取得率が全道トップクラス、部活動が全員加入制で活発であること、就職率がほぼ100%などの特色を誇っている[要出典]。

## 沿革
- 1959年 - 全日制課程「商業科」3学級設立 校舎竣工。
- 1989年 - 創立30周年記念式典、新校舎移転。
- 2008年 - 10月20日開校50年記念式典挙行。

## 部活動
- 運動部
  - スケート部
  - 陸上部
  - バスケットボール部（女）
  - バレーボール部（女） - 高校総体 6回出場、春の高校バレー 5回出場、旧春の高校バレー3回出場。
  - 野球部 ‐ 全国高校野球選手権大会　北北海道大会において　1993年から2001年にかけて準優勝4回（95,96,98,99）、ベスト4が2回（93,97）ベスト8が3回と黄金期にふさわしい実績を残すものの、甲子園出場は未だにかなっていない。
  - 卓球部
  - バドミントン部
  - ソフトテニス部
  - ソフトボール部（女）
  - 剣道部
  - 弓道部
  - バトントワラー部
  - 硬式テニス部
  - 男子サッカー部
  - 女子サッカー部
- 文化部
  - 珠算部
  - 簿記部
  - ワープロ部
  - ＯＡ部
  - 吹奏楽部
  - 書道部
  - 美術部
  - ボランティア部
  - 華道部
  - 茶道部
  - クッキング部
  - イラスト部
  - ＥＳＳ部
  - 写真部
  - 購買局
  - 図書局
  - 放送局

### 特筆される成績
- バスケットボール部
  - インターハイに2回・国体に1回・ウインターカップに1回出場している。

## 著名な出身者

### スポーツ
- 石崎琴美（カーリング選手）
- 桧野真奈美（ボブスレー選手）
- 押切麻李亜（ボブスレー選手、ラグビー選手）
- 佐藤真有（陸上競技選手）
- 福島千里（陸上競技選手[1]）
- 髙木菜那（スピードスケート選手）
- 髙木美帆（スピードスケート選手）
- 大澤来彩（バスケットボール選手）
- 小澤彩佳（バスケットボール選手）
- 田村由香（ソフトボール選手）
- 手代木直美（サッカー審判員）

### その他
- AYUMI（ファッションモデル）[要出典]
- 中川美優（アイドル）